# Julius Caesars tempel
Julius Caesars tempel (latin: Aedes Divi Iulii, "Den gudomlige Julius tempel") är en helgedom som var belägen på Forum Romanums sydöstra kortsida i Rom. Templet restes till Caesars ära efter hans död. Av templet återstår idag endast det höga podiet och delar av framsidan med altaret. Templet ligger på den plats där Caesar antas ha kremerats och där ett monument därefter uppfördes. Flera monument uppfördes och förstördes på platsen och byggnationen av templet slutfördes den 18 augusti år 29 f.Kr. Tempelområdet fungerade som en kultplats, militärmonument och som talarplattform, denna talarplattform kallas för rostra.

## Historik
Vid Caesars begravning år 44 f.Kr. flyttades Caesars kropp från Rostra, på torgets nordvästra, ände där Marcus Antonius höll sitt griftetal, laudatio, till Forum Romanums sydöstra ände. Enligt Geoffrey S. Sumi förknippades den nordvästra sidan med aristokratin, medan den sydöstra sidan allt mer kom att associeras med plebejerna och folket, detta är däremot långt ifrån verifierad fakta, så teorin bör tas med en nypa salt. Enligt Suetonius hade ett bål gjorts redo på marsfältet intill Julias grav, men istället kom Caesar att kremeras innanför pomerium, vilket var ytterst ovanligt. Detta skedde under inflytande av folkmassan som under ledning av Caesars veteraner förmådde de magistrater som var ansvariga för begravningen att flytta den döde till forums sydöstra kortsida, med största sannolikhet till platsen framför regia där Caesar kremerades. Geoffrey Sumi menar att folkmassans val att placera Caesars lik vid Regia inte var slumpmässigt utan symboliskt.  Folkmassan som deltog i Caesars begravning beskrivs i litterära källor som lyriska och agerande i hänförelse efter Marcus Antonius griftetal över den döde diktatorn. Man ville ge Caesar kunglig status, någon han hade varit förvägrad under sin livstid, och kremerade därmed hans lik framför den gamla kungabostaden, Regia. Likväl fungerade republikens Regia som uppehälle för Roms överstepräst Pontifex Maximus, en titel Caesar innehade vid sin död, varför platsen kan ha bedömts som särskilt symbolisk av folkmassan. Caesars kremering vid Regia bör, enligt Sumi, ses ur perspektivet av en begynnande kult och ideologi centrerad till Caesars person. 

### Caesars kult
Efter Caesars död samlades folk på den plats han kremerades för att offra gåvor och visa sitt stöd till den döde generalen. Denna folkmassa utvecklades med tiden till en kult som reste ett monument i Caesars ära. Monumentet bestod av en kolonn i numidisk marmor med inskriften Parenti Patriae (nationens fader).  Detta är enbart en spekulation. Den uppfördes mest sannolikt inte direkt efter hans död, utan det tog troligtvis flera år. Folkmassan började behandla denna plats som ett heligt tempel där de offrade gåvor och svor eder, allt för att hålla Caesars minne vid liv och bekräfta hans gudomliga status. En stor del av denna kult bestod av medlemmar av de förtryckta i samhället. Det inkluderade kvinnor, slavar, utlänningar etc. Detta är bara ett av många exempel på Caesars enorma folkliga stöd. Det var folket som välkomnade Caesar tillbaka till Rom med titeln “kung” (lat. Rex), det var dem som gav honom en offentlig begravning inom Pomerium, samt gudaförklarade honom, vilket ledde uppförandet av templet. Kultens ökade makt utgav ett hot mot aristokratin som under denna period motsatte sig Caesar och hans ideologi vilket gjorde att kulten förföljdes och flera av medlemmarna avrättades. Helgedomen raserades av konsuln Cornelius Dolabella samt straffade ett antal caesaranhängare genom att låta dem kastas från Tarpeiska klippan, ett straff annars utmätt mot statsförrädare. Denna förföljelse av kulten, samt förstörelsen av kultens symbol, speglade aristokratins försök att måla upp Caesar som en fiende till staten och republiken. De ifrågasatte och tryckte ner all antydan till Caesars gudomlighet för att på så sätt underminera hans betydelse och makt. Det var inte förrän 42 f.kr som Caesar officiellt blev gudaförklarade av senaten på uppmaning av Augustus. Denna officiella gudaförklaring betydde att Caesar tillägnades ett tempel på Forum Romanum. Den nya lagen bekräftade även Caesars koppling till Venus och legenden om Aeneas, samt skapade en ex post facto lag som fördömde Caesars motståndare till att ha brutit mot religiös och politisk lag. 

### Augustus och Aedes Divi Iulii
I november 44 f.Kr. höll Octavius ett contio mellan Castor-Pollux templet och Caesars monument. Minst tiotusen plebejer och veteraner skall ha deltagit. 42 f.Kr. utlovade det andra triumviratet att ett tempel skulle resas till Caesar på platsen i samband med dennes gudaförklaring.
År 29 f.Kr. stod templet, som ersatte det andra monument Caesars veteraner rest klart efter mellan 2 och 3 års byggnadsarbete. Caesars arvtagare och adoptivson Octavianus, senare Augustus, invigde templet med flera dagars festival och spel som började den 18 augusti år 29 f.Kr., kort efter hans återkomst till Rom efter slaget vid Actium och erövringen av Egypten. Altaret var placerat i en halvcirkelformad nisch framför templet som markerade platsen där Caesar kremerades. Templet ramas in på båda sidorna av triumfbågar. På den södra sidan stod Arcus Augusti, av vilket en mycket liten del idag återstår. De bildade tillsammans med templet en monumental fond på den sydöstra kortsidan av Forum Romanum. Templet fungerade som en kultplats, militärmonument och som talarplattform (rostra aedis divi Ivlii). Beslutet att utlova ett tempel togs både i senaten genom dekret och hos folket genom omröstning. Vid detta monument gav plebejer och veteraner offergåvor.
Under principatet användes templet av Augustus vid begravningsceremonier för den kejserliga familjen. Istället för att låta den avlidnes kropp ligga på lit de parade i atrium i familjens bostad, som inom den aristokratiska eliten var kutym, lades kroppen av den avlidne i templet. Den kejserliga begravningsceremonin symboliserade topografiskt det samförstånd som låg i hjärtat av den augusteiska ideologin. Geoffrey S. Sumi menar att genom att använda templet som en del av den kejserliga begravningsceremonin är det troligt att Augustus medvetet ville framkalla minnet av kulten av Caesar som fanns i själva templet. Dessutom uppdelades griftetalet i två tal, varav ett hölls från rostran vid templet. Den dubbla välsignelsen innebar inte enbart att den höjde beröm för en medlem av kejsarfamiljen (förutom kejsaren själv) utan innebar även möjligheten att göra ett publik framträdande i Forum och tala till det romerska folket. Utöver begravningsceremonier användes templet för politiska möten, val och lagstiftning, vilket vidare förknippade Augustus politiska projekt med den nu gudomlige Caesar.
Templet satte ett tidigt exempel för kejsarkulten, en kult som skulle komma att bli en central del av Roms politiska och religiösa liv under kejsartiden. Idén om gudsdyrkan av kejsarna skapades i detta tempel, och detta fortsatte under regeringsperioden för flera senare kejsare som också blev gudomliggjorda efter sin död. Se t.ex. Vespasianus som på sin dödsbädd ska ha sagt: "Vae, puto deus fio." (O nej, jag tror jag håller på att bli en gud!). - Vespasian (Suetonius, Life of Vespasian).

## Templets och monumentens symboliska värde

### Templets symbolik
Den nya eran, ledd av Augustus och den kejserliga familjen, markerades genom invigningen av Aedes Divi Iulii år 29 f.Kr. i Forum Romanums östra del. Templet och dess anslutande rostra var både symboliskt och religiöst betydelsefullt. I närheten, på det intilliggande Caesars forum, stod ett tempel vigt till Venus Genetrix, en gudinna som den juliska ätten ansåg sig härstamma ifrån. Julius Caesars tempel byggdes på ett liknande sätt, med höga och tätt placerade kolonner. Vissa forskare, bland annat Geoffrey S. Sumi hävdar att Augustus med detta sökte öka sambandet mellan sig själv, Venus och Caesar.
Inne i templet stod en kultstaty av Caesar med en stjärna över sitt huvud. Denna stjärna var en viktig del av templets ikonografi, och skulle symbolisera Caesars apoteos. 
Stjärnan skulle föreställa sidus lulium, en komet som observerades under de offentliga spelen för att hedra Caesars minne i juli 44 f.Kr. Kometen var ljus nog för att skådas under dagen och kunde ses i sju dagar, samtidigt som spelen. Augustus och Caesars anhängare tolkade stjärnan som ett tecken på att Caesars själ hade mottagits av gudarna som en av dem.
Stjärnan blev snabbt en viktig symbol i Augustus propaganda och användes för att stärka Caesars samt sin egen (Divi Filius) gudomliga position. Redan innan templet byggdes avbildades stjärnan på mynt, föreställande templet med stjärnan i sitt pediment. Myntet kopplade tydligt ihop stjärnan med Caesars gudomlighet och templet samt kulten. Stjärnan hade nu blivit en känd symbol av Caesars apoteos.
Rostran som byggdes intill templet dekorerades med fartygsrammar från skepp som hade erövrats vid slaget vid Actium. Detta gjordes i syfte att efterlikna den äldre republikanska rostran som stod mitt emot denna, som också var dekorerad med fartygsramar från en seger vid ett annat sjöslag.
Dekorationerna förstärkte idén om att Augustus, genom sin seger, hade räddat republiken på samma sätt som tidigare republikanska ledare hade gjort. Genom att skapa en visuell och ideologisk koppling mellan de två rostra framställde Augustus sin nya regim som en förlängning av republiken, snarare än ett brott mot dess traditioner.

### Arkitektur
Mycket lite återstår av templet idag, endast delar av podiet och delar av framsidan med altaret finns kvar. Templet hade basmåttet 26 m x 30 m. Detta berodde på det relativt lilla område som templet byggdes på eftersom det var det enda tomma området på Forums östra sida vid den tiden. För att kompensera för den mindre basen höjdes templet upp med ett podium på två våningar. Templet är utformat som en prostyl, det vill säga med en portik och kolonnad framför den främre kortsidan. Sex kolonner dekorerade framsidan av templet. Enligt Vitruvius var templet i piknostil, vilket innebär att det var en och en halv kolonndiameters avstånd mellan kolonnerna.   Kolonnerna stod således hyfsat tätt med varandra. Det råder osäkerhet kring vilken kolonnordning som ursprungligen användes, men ett mynt präglat av Augustus som visar templet tycks visa en stil som var jonisk. Samtidigt har det gjorts fynd av fragment från pilastrar (väggpelare) i korintisk stil, vilket möjligen indikerar att kolonnerna vid portiken var av densamma. Altaret från den gamla kultplatsen 42 f.Kr. var först placerat i en halvcirkelformad nisch på templets framsida, men flyttades senare, troligtvis upp på podiet. Etruskerna hade modifierat det doriska templet genom att höja basen, avlägsna trapporna på tre av sidorna, föra cellan bakåt och göra plats för en djup främre portik. Romerska tempel utvecklade denna konstruktion genom att blanda den med grekiska element och på så sätt skapa sin egen stil. Denna innovativa konstruktion ser vi här vilket blev en typisk romersk stil. Bland annat låg stort fokus på framsidan av templet, templet var upphöjt på ett slags podium och templet hade bara trappor på framsidan. 

## Bilder

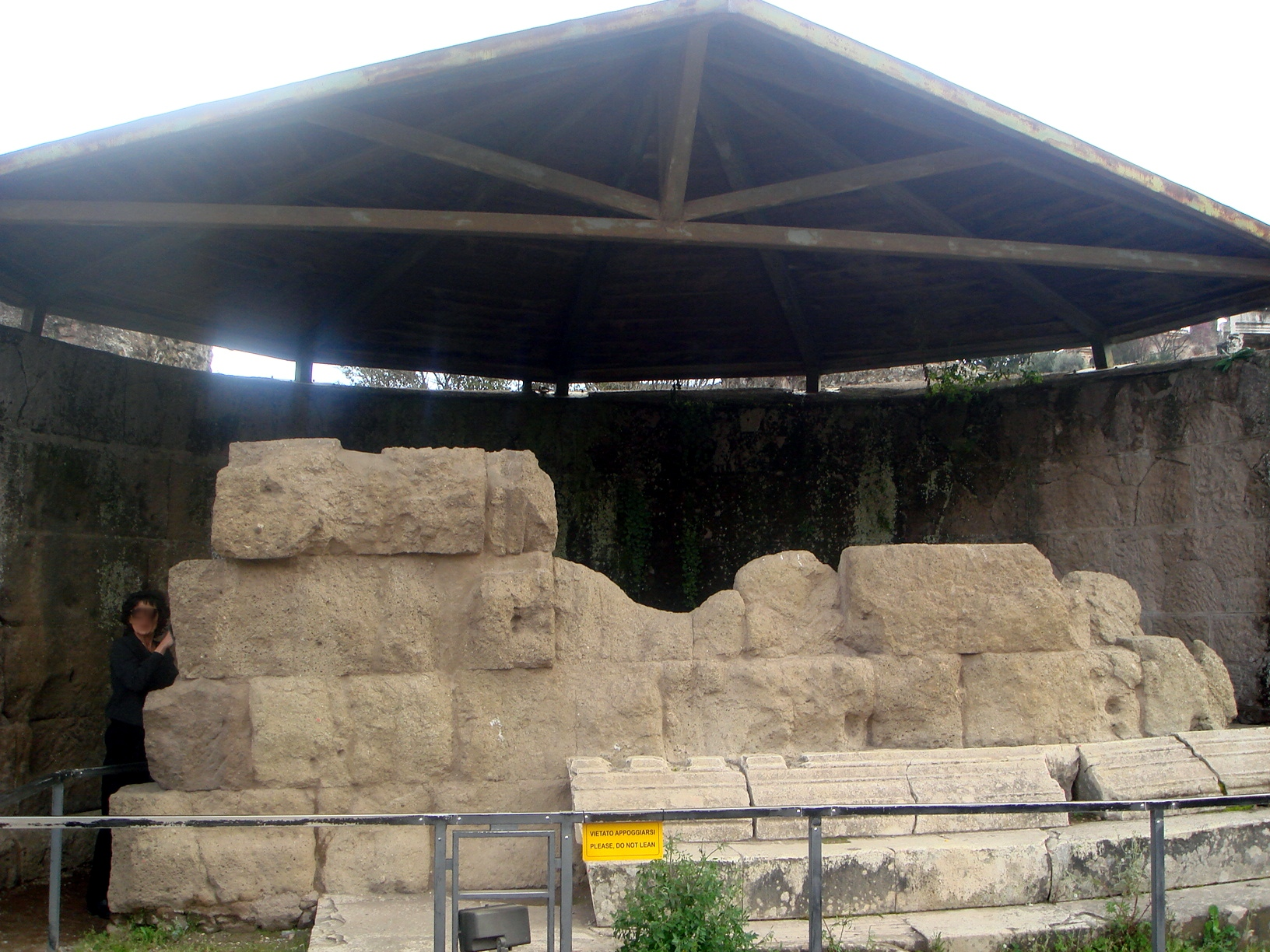
Resterna av templet.
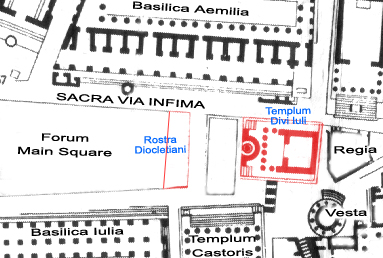
Julius Caesars tempel på Forum Romanum.
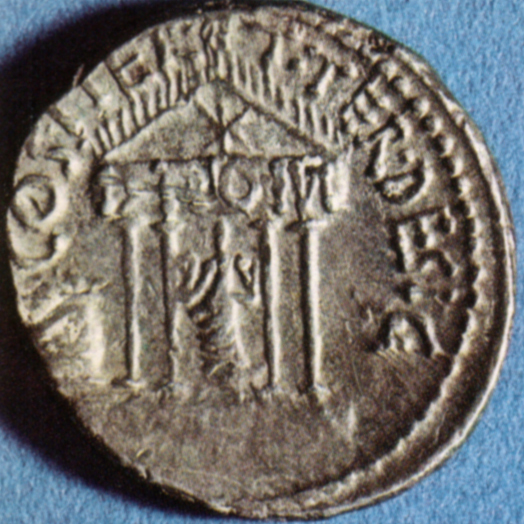
Denarius med avbildning av templet.